# Маса (Арецо)
Маса је насеље у Италији у округу Арецо, региону Тоскана.
Према процени из 2011. у насељу је живело 158 становника. Насеље се налази на надморској висини од 338 м.